# Ophiacantha brachygnatha
Ophiacantha brachygnatha is een slangster uit de familie Ophiacanthidae.
De wetenschappelijke naam van de soort werd in 1928 gepubliceerd door Hubert Lyman Clark.